# Sceloporus sugillatus
Espèce
Synonymes
- Sceloporus jarrovii sugillatus Smith, 1942

Statut de conservation UICN

 LC  : Préoccupation mineure
Sceloporus sugillatus est une espèce de sauriens de la famille des Phrynosomatidae.

## Répartition
Cette espèce est endémique du Mexique. Elle se rencontre dans les États de Mexico et du Morelos et à Mexico. 

## Publication originale
- Smith, 1942 : Mexican herpetological miscellany. Proceedings of the United States National Museum, vol. 92, p. 349-395 (texte intégral).